# Al-Humayrat
Hmeirat (tiếng Ả Rập: الحميرات) là một ngôi làng Syria nằm ở phó huyện Qalaat al-Madiq thuộc huyện Al-Suqaylabiyah, Hama. Theo Cục Thống kê Trung ương Syria (CBS), Hmeirat có dân số 658 người trong cuộc điều tra dân số năm 2004.